# Eleição municipal de Belo Horizonte em 1992
A eleição municipal de Belo Horizonte em 1992 ocorreu em 3 de outubro do mesmo ano. O prefeito Eduardo Azeredo (PSDB) terminara seu mandato em 1 de janeiro de 1993. Azeredo assumiu o cargo pois o prefeito eleito na eleição municipal de 1988, Pimenta da Veiga (PSDB), havia renunciado ao cargo para disputar o governo estadual de Minas Gerais na eleição estadual de 1990. No início da campanha eleitoral, que se resumiu principalmente na exploração do desgaste do presidente Collor, os ex-prefeitos e concorrentes na eleição municipal de 1985, Sérgio Ferrara (PMDB) e Maurício Campos (PL), estavam liderando as pesquisas, enquanto o candidato situacionista, o deputado federal Aécio Neves (PSDB) e o vereador oposicionista Patrus Ananias (PT) estavam em posições mais baixas, porém o resultado oscilaria bastante durante a campanha, se fixando principalmente nesse quatro candidatos.

## Resultado da eleição para prefeito

### Primeiro turno
Ao fim da campanha do primeiro turno, Patrus Ananias havia angariado bons resultados nas pesquisas, impressionantemente as liderando com uma baixa diferença sobre Maurício Campos, que havia tido apoio do governador de Minas Gerias, Hélio Garcia (PRS), deixando para trás Aécio e Ferrara com o desgaste do PMDB e do PSDB e de Azeredo na prefeitura. O primeiro turno se baseou na liderança do vereador petista, com uma vantagem considerável do ex-prefeito pela legenda liberal e com a terceira e quarta colocação ficando com o tucano e o peemedebista, respectivamente, levando Campos e Ananias ao segundo turno, uma vez que o petista não atingiu mais de 50% dos votos. Devido a falta de devida documentação, informações como as coligações e vices de certos candidatos nesta eleição estão perdidas.
| Candidatos a prefeito    | Candidatos a vice-prefeito | Número        | Coligação                              | Votos recebidos | Percentual |
| ------------------------ | -------------------------- | ------------- | -------------------------------------- | --------------- | ---------- |
| Patrus Ananias PT        | Célio de Castro PSB        | 13            | Coligação (PT, PSB, PCdoB, PV, PC)     | 326.325         | 36,91%     |
| Maurício Campos PL       | Eugênio Parizzi PFL        | 22            | Coligação (PL, PFL, PRN)               | 184.991         | 20,92%     |
| Aécio Neves PSDB         | --                         | 45            | Coligação (PSDB, PPS, PDT, PSC, PTdoB) | 136.912         | 15,49%     |
| Sérgio Ferrara PMDB      | --                         | 15            | --                                     | 127.795         | 14,48%     |
| Paulo Heslander PTB      | --                         | 14            | --                                     | 72.491          | 8,20%      |
| Irani Barbosa PSD        | --                         | 41            | --                                     | 15.654          | 1,77%      |
| Wellington de Castro PMN | --                         | 33            | --                                     | 9.063           | 1,03%      |
| Francisco Amaral PLT     | --                         | 77            | --                                     | 5.898           | 0,67%      |
| Hugo Gontijo PTR         | --                         | 28            | --                                     | 4.763           | 0,54%      |
| Votos brancos            | Votos brancos              | Votos brancos | Votos brancos                          | Votos brancos   | 106.707    |
| Votos nulos              | Votos nulos                | Votos nulos   | Votos nulos                            | Votos nulos     | 133.558    |
| Abstenção                | Abstenção                  | Abstenção     | Abstenção                              | Abstenção       | 11,96%     |

### Segundo turno
Com o disparo de Patrus no primeiro turno e as pesquisas inicias indicando vantagem, a vitória do PT na prefeitura da capital mineira no segundo turno estava cada vez mais próxima e o resultado se mostraria triunfal aos petistas: Patrus venceu o ex-prefeito e favorito nas primeiras pesquisas Maurício Campos com uma vantagem de quase 20% dos votos válidos.
| Candidatos a prefeito | Número        | votos         | Percentual |
| --------------------- | ------------- | ------------- | ---------- |
| Patrus Ananias PT     | 13            | 542.437       | 59,09%     |
| Maurício Campos PL    | 22            | 375.599       | 40,91%     |
| Votos brancos         | Votos brancos | Votos brancos | 18.710     |
| Votos nulos           | Votos nulos   | Votos nulos   | 156.543    |
| Abstenções            | Abstenções    | Abstenções    | 14,44%     |